# Herbert Kappler

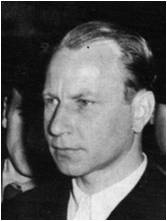
Herbert Kappler (1946)

Gustav Adolf Herbert Kappler (* 23. September 1907 in Stuttgart; † 9. Februar 1978 in Soltau) war in der Zeit des Nationalsozialismus Kommandeur der Sicherheitspolizei (SiPo) und des SD in Rom. Als Verantwortlicher für das Massaker in den Ardeatinischen Höhlen (Fosse Ardeatine) am 24. März 1944 wurde er 1948 zu lebenslanger Haft verurteilt und wurde zur Symbolfigur deutscher Kriegsverbrechen in Italien während des Zweiten Weltkriegs.

## Leben
Kappler arbeitete nach einer Ausbildung und einem Studium der Mathematik an der Technischen Hochschule Stuttgart zunächst als Elektroingenieur in verschiedenen Firmen in Württemberg. Er trat zum 1. August 1931 der NSDAP bei (Mitgliedsnummer 594.899) und wurde noch vor deren „Machtergreifung“ Mitglied der SA bzw. später der SS (SS-Nummer 55.211). Nach kurzer Arbeitslosigkeit wurde er im Juni 1933 bei der Württembergischen Politischen Polizei Hilfspolizei-Beamter und leitete ab 1934 die Außenstelle Tübingen. 1937 legte er an der Polizeiakademie Berlin sein Examen als Kriminalkommissar ab.

## Einsatz im Zweiten Weltkrieg
Kappler kam bereits im Frühjahr 1939 als deutscher Verbindungsführer des Reichssicherheitshauptamtes in Berlin zur italienischen Polizei nach Rom.
Im November 1939 war er vorübergehend in Berlin, um den Bürgerbräu-Attentäter Georg Elser zu verhören. Mit der Installation von Polizeiattachés Anfang 1942 an mehreren diplomatischen Vertretungen wurde sein bisheriger Posten an der deutschen Botschaft in Rom in eine Attachéstelle umgewandelt. Zu seinem Stab gehörten allein 40 deutsche Polizeikräfte aus der Gestapo, Kriminalpolizei und Schutzpolizei.
Am 10. September 1943 übernahm Kappler zusätzlich das Kommando über die Sicherheitspolizei und den SD in Rom und begann mit der Beschlagnahme jüdischen Besitzes. Er erhielt von Adolf Hitler den Auftrag zur Deportation sämtlicher Juden in Rom (ca. 8000 bis 10.000 Menschen). Diese sollten vorerst als Geiseln in das KZ Auschwitz verbracht werden. In der Nacht vom 15. zum 16. Oktober 1943 ließ er 1.259 Juden festnehmen und 1.007 von ihnen nach Auschwitz deportieren. In einem Fernschreiben vom 18. Oktober an Karl Wolff, den Leiter des SS-Hauptamts Persönlicher Stab Reichsführer SS, rühmte er sich für sein Vorgehen: „Judenaktion heute nach büromäßig bestmöglichst ausgearbeitetem Plan gestartet und abgeschlossen.“
Noch am 26. September 1943 hatte Kappler für die Zusage, dass kein Mitglied der jüdischen Gemeinde Roms deportiert werde, 50 Kilogramm Gold von den Gemeindevorstehern entgegengenommen. Eine solche Kombination von Erpressung und Täuschung wandte die SS auch in anderen besetzten Ländern gegenüber jüdischen Gemeinden an.
Der SD hatte bereits vor der Landung der Alliierten bei Anzio am 22. Januar 1944 versucht, jeden Widerstand gegen die deutsche Besatzungsmacht in Rom zu unterdrücken. Zu diesem Zweck unterhielt der SD in einem Wohnhaus in Rom (Via Tasso 145/155, heutiges Museo storico della Liberazione) ein Außenkommando, das als Folterzentrum berüchtigt war.
Herbert Kappler war auch für das Massaker in den Ardeatinischen Höhlen verantwortlich, bei dem am 24. März 1944 als Repressalie für das tags zuvor begangene Attentat in der Via Rasella 335 Geiseln erschossen wurden. Er hatte die vorher verabredete Zahl der Opfer nicht nur eigenmächtig um 10 erhöht, sondern zusätzlich fünf Juden erschießen lassen. Um ein Beispiel zu geben, brachten er und andere höhere SS-Führer, darunter Erich Priebke, Karl Hass, Carl-Theodor Schütz und Hans Clemens, die ersten Opfer eigenhändig durch Genickschuss um.

## Verurteilung als Kriegsverbrecher
Kappler stellte sich im Mai 1945 in Bozen der britischen Militärpolizei. 1947 wurde er dem italienischen Militär übergeben. Er wurde am 20. Juli 1948 von einem italienischen Militärgericht für die Erpressung des jüdischen Goldes zu 15 Jahren und für das Massaker in den Ardeatinischen Höhlen zu lebenslanger Haft verurteilt. Das Gericht sah in allen 335 Fällen den Tatbestand des Mordes erfüllt. Seine mitangeklagten Untergebenen wurden freigesprochen, weil sie Kapplers Befehl nicht als rechtswidrig hätten erkennen können. Das Urteil wurde am 25. Oktober 1952 vom Obersten Militärgericht Italiens bestätigt.
Kappler behauptete: „Von ‚Endlösung‘ und ‚Vernichtungslagern‘ habe ich erst nach 1945 erfahren.“ Schutzbehauptungen während seines Prozesses, er habe Juden zur Erschießung ausgewählt, weil er „keine Unschuldigen“ habe töten lassen wollen, lassen dies höchst unwahrscheinlich erscheinen. Seine Strafe musste er auf der Festung Gaeta verbüßen. Spätere Gnadengesuche des Bundespräsidenten, des Bundeskanzlers Willy Brandt, des Bundesaußenministers, des Stuttgarter Oberbürgermeisters Arnulf Klett, aber auch der Deutschen Bischofskonferenz und des Rates der Evangelischen Kirche in Deutschland scheiterten zunächst an der Haltung der italienischen Regierung. Die schließlich 1976 von einem Militärgericht ausgesprochene Begnadigung wurde nach öffentlichen Protesten in Italien durch ein ordentliches Gericht revidiert. 1977 wurde er wegen einer Krebserkrankung in das römische Militärkrankenhaus Celio verlegt. Von dort gelang ihm am 15. August 1977 mit Hilfe seiner Frau, die er während der Haft als Unterstützerin kennengelernt und 1972 geheiratet hatte, die Flucht nach Deutschland. Über die Umstände der Flucht kursierten wilde Spekulationen. Es hieß, Kapplers Frau habe ihn aus dem Krankenzimmer im dritten Stock abgeseilt und anschließend über die Grenze bis nach Soltau gefahren. Wahrscheinlicher ist, dass Kappler, dem seit März 1976 Haftverschonung gewährt war, und seine Frau das Krankenhaus einfach verließen. Die Erzählung diente wohl vor allem dem Schutz der Carabinieri, die Kappler zu bewachen hatten.
Kapplers Flucht löste in Italien eine Protestwelle aus und belastete die deutsch-italienischen Beziehungen. Kappler starb einige Monate später. An seiner Beisetzung in Soltau nahmen bis zu 800 Menschen teil.

## Sonstiges
Dem irischen Priester und Kammerherrn des Papstes Monsignore Hugh O’Flaherty gelang es, für Juden, italienische Soldaten und andere Verfolgte eine geheime Hilfsorganisation aufzubauen, die mehrere Tausend Menschen vor dem Zugriff der Besatzungsmacht in Klöstern und anderen Quartieren versteckte. Kappler versuchte, ihn verhaften und ermorden zu lassen. Später besuchte O’Flaherty Kappler jeden Monat im Gefängnis. 1959 konvertierte Kappler zum Katholizismus und wurde von O’Flaherty getauft.
1973 wurden die Umstände und das Mitwirken Kapplers beim Massaker in den Ardeatinischen Höhlen im italienischen Film Tödlicher Irrtum (Rappresaglia) dargestellt, Richard Burton spielte dabei Kappler.
Der Widerstandskampf von O’Flaherty gegen Kappler wurde 1983 unter dem Titel Im Wendekreis des Kreuzes mit Christopher Plummer als Standartenführer Herbert Kappler und Gregory Peck in der Rolle des Monsignore verfilmt.